# Lymantria buruensis
Lymantria buruensis este o specie de molii din genul Lymantria, familia Lymantriidae, descrisă de Collenette 1933 Conform Catalogue of Life specia Lymantria buruensis nu are subspecii cunoscute.